# Jean-Louis Garcia
Jean-Louis Garcia (n. 20 de septiembre de 1962 en Ollioules) es un ex futbolista y entrenador de fútbol francés. Actualmente dirige al Union sportive Quevilly-Rouen Métropole.

## Clubes

### Como jugador
| Club             | País    | Año       | Partidos | Goles |
| ---------------- | ------- | --------- | -------- | ----- |
| AS Nancy         | Francia | 1980-1983 | 8        | 0     |
| FC Montceau      | Francia | 1983-1984 | 6        | 0     |
| AS Nancy         | Francia | 1984-1985 | 10       | 0     |
| AS Mónaco        | Francia | 1985-1986 | 0        | 0     |
| SO Châtellerault | Francia | 1987-1988 | 34       | 0     |
| AS Nancy         | Francia | 1988-1991 | 0        | 0     |
| FC Nantes        | Francia | 1991-1995 | 3        | 0     |

### Como entrenador
| Club                               | País    | Año       |
| ---------------------------------- | ------- | --------- |
| FC Nantes (entrenador de porteros) | Francia | 1995-1998 |
| Girondins de Burdeos (filial)      | Francia | 1999-2003 |
| SC Toulon                          | Francia | 2003-2006 |
| Angers SCO                         | Francia | 2006-2011 |
| RC Lens                            | Francia | 2011-2012 |
| LB Châteauroux                     | Francia | 2013-2014 |
| Grenoble Foot 38                   | Francia | 2015-2016 |
| ES Troyes AC                       | Francia | 2016-2018 |
| AS Nancy                           | Francia | 2019-2021 |
| RFC Seraing                        | Bélgica | 2022      |
| US Quevilly-Rouen Métropole        | Francia | 2024 -    |